# Халдейский ряд (астрология)
Халдейский ряд — последовательность видимых невооруженным глазом небесных тел Солнечной системы, расставленных по возрастанию средней скорости видимого движения относительно звёзд: Сатурн — Юпитер — Марс — Солнце — Венера — Меркурий — Луна. В европейскую культуру проник из Древней Месопотамии, где применялся в астрологии, и используется для порядка имён дней недели. В истории астрономии халдейский ряд отметился как порядок планет в геоцентрической системе мира Птолемея.

## Звезда магов
После разделения суток на 24 часа вавилонцы каждому часу поставили в соответствие планету-управителя. Расстановка планет начиналась с первого часа согласно халдейскому ряду. Таким образом, первым часом управлял Сатурн, вторым — Юпитер и т. д. до Луны, после чего процесс повторялся. Через некоторое время после последовательного применения этого алгоритма обнаруживается цикличность с периодом равным семи суткам.
| Исходный день недели | Понедельник     | Вторник (день Марса, планеты малого несчастья)     | Среда                 | Четверг           | Пятница (день Венеры, планеты малого счастья)    | Суббота               | Воскресенье       |
| -------------------- | --------------- | -------------------------------------------------- | --------------------- | ----------------- | ------------------------------------------------ | --------------------- | ----------------- |
| Прямой вектор        | Вторник         | Среда                                              | Четверг               | Пятница           | Суббота                                          | Воскресенье           | Понедельник       |
| Обратный вектор      | Четверг         | Пятница                                            | Суббота               | Воскресенье       | Понедельник                                      | Вторник               | Среда             |
| Вектор несчастья     | Пятница         | Суббота (день Сатурна, планеты большого несчастья) | Воскресенье           | Понедельник       | Вторник                                          | Среда                 | Четверг           |
| Вектор счастья       | Воскресенье     | Понедельник                                        | Вторник               | Среда             | Четверг (день Юпитера, планеты большого счастья) | Пятница               | Суббота           |
| Нейтральные вектора  | Суббота и среда | Воскресенье и четверг                              | Понедельник и пятница | Вторник и суббота | Среда и воскресенье                              | Четверг и понедельник | Пятница и вторник |

| Планеты-управители дневных часов по дням недели | Планеты-управители дневных часов по дням недели | Планеты-управители дневных часов по дням недели | Планеты-управители дневных часов по дням недели | Планеты-управители дневных часов по дням недели | Планеты-управители дневных часов по дням недели | Планеты-управители дневных часов по дням недели | Планеты-управители дневных часов по дням недели |
| ...                                             | Понедельник                                     | Вторник                                         | Среда                                           | Четверг                                         | Пятница                                         | Суббота                                         | Воскресенье                                     |
| ----------------------------------------------- | ----------------------------------------------- | ----------------------------------------------- | ----------------------------------------------- | ----------------------------------------------- | ----------------------------------------------- | ----------------------------------------------- | ----------------------------------------------- |
| 1-й час                                         | Луна                                            | Марс                                            | Меркурий                                        | Юпитер                                          | Венера                                          | Сатурн                                          | Солнце                                          |
| 2-й час                                         | Сатурн                                          | Солнце                                          | Луна                                            | Марс                                            | Меркурий                                        | Юпитер                                          | Венера                                          |
| 3-й час                                         | Юпитер                                          | Венера                                          | Сатурн                                          | Солнце                                          | Луна                                            | Марс                                            | Меркурий                                        |
| 4-й час                                         | Марс                                            | Меркурий                                        | Юпитер                                          | Венера                                          | Сатурн                                          | Солнце                                          | Луна                                            |
| 5-й час                                         | Солнце                                          | Луна                                            | Марс                                            | Меркурий                                        | Юпитер                                          | Венера                                          | Сатурн                                          |
| 6-й час                                         | Венера                                          | Сатурн                                          | Солнце                                          | Луна                                            | Марс                                            | Меркурий                                        | Юпитер                                          |
| 7-й час                                         | Меркурий                                        | Юпитер                                          | Венера                                          | Сатурн                                          | Солнце                                          | Луна                                            | Марс                                            |
| 8-й час                                         | Луна                                            | Марс                                            | Меркурий                                        | Юпитер                                          | Венера                                          | Сатурн                                          | Солнце                                          |
| 9-й час                                         | Сатурн                                          | Солнце                                          | Луна                                            | Марс                                            | Меркурий                                        | Юпитер                                          | Венера                                          |
| 10-й час                                        | Юпитер                                          | Венера                                          | Сатурн                                          | Солнце                                          | Луна                                            | Марс                                            | Меркурий                                        |
| 11-й час                                        | Марс                                            | Меркурий                                        | Юпитер                                          | Венера                                          | Сатурн                                          | Солнце                                          | Луна                                            |
| 12-й час                                        | Солнце                                          | Луна                                            | Марс                                            | Меркурий                                        | Юпитер                                          | Венера                                          | Сатурн                                          |

| Планеты-управители ночных часов по дням недели | Планеты-управители ночных часов по дням недели | Планеты-управители ночных часов по дням недели | Планеты-управители ночных часов по дням недели | Планеты-управители ночных часов по дням недели | Планеты-управители ночных часов по дням недели | Планеты-управители ночных часов по дням недели | Планеты-управители ночных часов по дням недели |
| ...                                            | Понедельник                                    | Вторник                                        | Среда                                          | Четверг                                        | Пятница                                        | Суббота                                        | Воскресенье                                    |
| ---------------------------------------------- | ---------------------------------------------- | ---------------------------------------------- | ---------------------------------------------- | ---------------------------------------------- | ---------------------------------------------- | ---------------------------------------------- | ---------------------------------------------- |
| 1-й час                                        | Венера                                         | Сатурн                                         | Солнце                                         | Луна                                           | Марс                                           | Меркурий                                       | Юпитер                                         |
| 2-й час                                        | Меркурий                                       | Юпитер                                         | Венера                                         | Сатурн                                         | Солнце                                         | Луна                                           | Марс                                           |
| 3-й час                                        | Луна                                           | Марс                                           | Меркурий                                       | Юпитер                                         | Венера                                         | Сатурн                                         | Солнце                                         |
| 4-й час                                        | Сатурн                                         | Солнце                                         | Луна                                           | Марс                                           | Меркурий                                       | Юпитер                                         | Венера                                         |
| 5-й час                                        | Юпитер                                         | Венера                                         | Сатурн                                         | Солнце                                         | Луна                                           | Марс                                           | Меркурий                                       |
| 6-й час                                        | Марс                                           | Меркурий                                       | Юпитер                                         | Венера                                         | Сатурн                                         | Солнце                                         | Луна                                           |
| 7-й час                                        | Солнце                                         | Луна                                           | Марс                                           | Меркурий                                       | Юпитер                                         | Венера                                         | Сатурн                                         |
| 8-й час                                        | Венера                                         | Сатурн                                         | Солнце                                         | Луна                                           | Марс                                           | Меркурий                                       | Юпитер                                         |
| 9-й час                                        | Меркурий                                       | Юпитер                                         | Венера                                         | Сатурн                                         | Солнце                                         | Луна                                           | Марс                                           |
| 10-й час                                       | Луна                                           | Марс                                           | Меркурий                                       | Юпитер                                         | Венера                                         | Сатурн                                         | Солнце                                         |
| 11-й час                                       | Сатурн                                         | Солнце                                         | Луна                                           | Марс                                           | Меркурий                                       | Юпитер                                         | Венера                                         |
| 12-й час                                       | Юпитер                                         | Венера                                         | Сатурн                                         | Солнце                                         | Луна                                           | Марс                                           | Меркурий                                       |

| Звезда магов | Планеты, управляющие днями недели | Планеты, управляющие днями недели | Планеты, управляющие днями недели | Планеты, управляющие днями недели | Планеты, управляющие днями недели | Планеты, управляющие днями недели | Планеты, управляющие днями недели |
| Звезда магов | День недели                       | Управитель                        |                                   |                                   |                                   |                                   |                                   |
| Звезда магов | Понедельник                       | Луна                              |                                   |                                   |                                   |                                   |                                   |
| Звезда магов | Вторник                           | Марс                              |                                   |                                   |                                   |                                   |                                   |
| Звезда магов | Среда                             | Меркурий                          |                                   |                                   |                                   |                                   |                                   |
| Звезда магов | Четверг                           | Юпитер                            |                                   |                                   |                                   |                                   |                                   |
| Звезда магов | Пятница                           | Венера                            |                                   |                                   |                                   |                                   |                                   |
| Звезда магов | Суббота                           | Сатурн                            |                                   |                                   |                                   |                                   |                                   |
| Звезда магов | Воскресенье                       | Солнце                            |                                   |                                   |                                   |                                   |                                   |

На основе полученного цикла вавилоняне сформировали семидневную неделю, каждый день в которой был посвящён планете, управляющей первым (дневным) часом суток. Впоследствии эта система была закреплена в христианском, иудейском, мусульманском, буддийском и других календарях. Схематическое изображение циклической последовательности смены управителей дней известно под именем Звезды магов. В этой схеме лучи звезды проведены так, что соединяют планеты в той последовательности, в которой планеты управляют днями недели, при этом вокруг звезды планеты расположены согласно халдейскому ряду. Термин Звезда магов часто выступает в астрологической и магической литературе как синоним понятия халдейский ряд.

## Халдейский ряд в астрологии
В астрологии халдейский ряд применяется для установки управителей  (трети знаков зодиака) в т. н. египетской системе управления и для установки управителей отдельных градусов. Считается, что сила планет в гороскопе возрастает, если они находятся в своих деканах и градусах.

## Халдейский ряд в магии и оккультизме
В современной магии и оккультизме халдейский ряд соотносится со сфирот Древа жизни. Кетер связывается с Нептуном, Хохма — с Ураном, Бина — с Сатурном, Хесед — с Юпитером, Гвура — с Марсом, Тиферет — с Солнцем, Нецах — с Венерой, Ход — с Меркурием, Йесод — с Луной, этот ряд противоречит другой статье о сфирот Сфирот#В оккультизме. На основе этих соответствий строятся некоторые оккультные классификации и теории, например, теории Таро.